# Holländerwindmühle Straupitz
Die Holländerwindmühle Straupitz ist ein Technisches Denkmal in Straupitz (Spreewald) im Landkreis Dahme-Spreewald in Brandenburg. Sie entstand 1850 anstelle einer 1640 errichteten Bockwindmühle und ist heute die einzige gewerblich produzierende Dreifachwindmühle in Europa.

## Geschichte

### Baugeschichte
Ab etwa 1640 stand an dieser Stelle eine hölzerne Bockwindmühle. 1850 brannte diese ab und wurde im gleichen Jahr durch eine gemauerte Holländerwindmühle ersetzt: „Dem Mühlenmeister Gottfried Nitschke zu Straupitz im Lübbener Kreis wird hiermit die landespolizeiliche Erlaubnis erteilt, […] eine holländische Windmühle mit der Bedingung bauen zu dürfen, daß die Mühle mit einem 5 Fuß hohen Bretter- oder dichten Gitterzaun umgeben wird. Frankfurt/Oder 13. Juli 1850, Königliche Regierung Abteilung des Innern“.
Im Jahr 1885 erfolgte ein Anbau, so dass die Mühle nun auch als windbetriebene Sägemühle arbeitete. Ab 1904 wurde die Mühle durch eine Lokomobile unterstützt und damit windunabhängig. 1910 kam noch eine kleine Ölmühle hinzu. Diese dreifache Kombination mit noch vollständig erhaltener und wieder produzierender Originaleinrichtung wird in den 2020er Jahren als einmalig in Europa angesehen.

### Modernisierungen und späterer Verfall

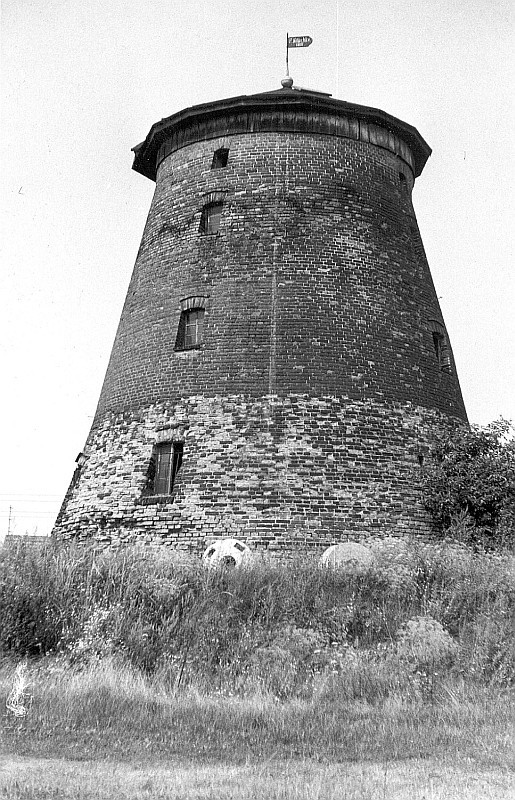
Zustand der Mühle im August 1972

Aufgrund wiederholter Brände wurde die Holländerwindmühle Straupitz beim Wiederaufbau immer wieder modernisiert. Nach dem Brand von 1912 wurde die frühere Bootskappe mit Stert und Segelgatterflügeln durch eine selbsttätig vordrehende Zwiebelkappe (nach Plänen der Firma Wetzig, Wittenberg) mit Windrose und Jalousieflügeln ersetzt. Nach dem Brand 1923 mit Verlust der Flügel erfolgte die Umstellung der gesamten Mühlenanlage auf Elektroantrieb. 1964 wurde die morsche Zwiebelkappe entfernt und durch ein Flachdach ersetzt.
In der Zeit der DDR wurde schrittweise ab 1964 der Mahl- und Ölbetrieb eingestellt, die Mühle verfiel; das Sägewerk arbeitete als VEB bis zur deutschen Wiedervereinigung weiter. Der Wert des Mühlenkomplexes wurde (nachträglich) zu dieser Zeit mit einem Schrottwert von 35.000 DM geschätzt. 1988 wurde die Mühle aus über 200 Jahre altem Privatbesitz verkauft und wurde für kurze Zeit Volkseigentum, was sich jedoch nur auf das mit der Mühle bebaute Grundstück, den alten Pferdeschuppen und die Fläche vom ehemaligen Rundholzlagerplatz bezog. Die Mühlwiese verblieb bis 2002 im Eigentum der Familie Nowak. Willy Nowak war der letzte Müller der Familie.

### Wiederinbetriebnahme 1990

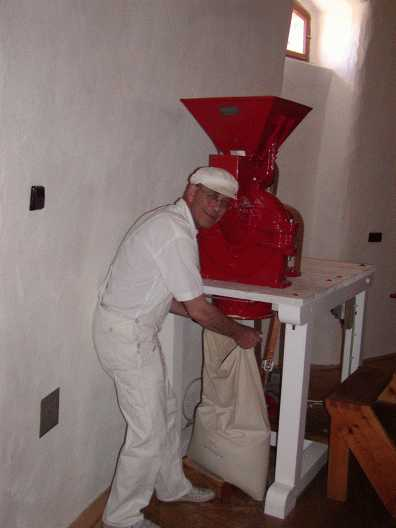
Klaus Rudolph an der Schlagnasenmühle

Infolge des kurzen VEB-Intermezzos mit Überführung in eine GmbH (1990) und rechtsunwirksamem Kaufvertrag zwischen dieser und der Gemeinde Straupitz entstand bis 1998 eine ungeklärte Eigentumsfrage an der Mühle. Diese wurde jedoch geklärt und die Gemeinde Straupitz der eingetragene Besitzer. Die Mühle wurde 1998 an den Mühlenverein Holländermühle e. V., Straupitz langfristig verpachtet, der die Anlage mit mehreren hauptberuflich Beschäftigten ganzjährig und ohne öffentliche Zuschüsse als produzierendes technisches Denkmal betreibt.
In der Zeit von 1994 bis 1996 wurden mit Hilfe einer Arbeitsbeschaffungsmaßnahme unter der Leitung des arbeitslos gewordenen Diplom-Lehrers Klaus Rudolph (* 1. August 1943) erste Arbeiten zur Wiederherstellung der Mühle unternommen: sowohl die Ölmühle (Baujahr 1910) als auch das Sägewerk (Baujahr 1885) konnten wieder in Gang gesetzt werden. Für den gewerblichen Betrieb der Mühle gründete Rudolph 1997 die Firma Spreewald-Souvenir, am 1. April 1998 den gemeinnützigen Mühlenverein Holländermühle e. V., Straupitz und als dessen Tochtergesellschaften die Windmühle Straupitz GmbH (gegründet 2003) und die HM Park GmbH (gegründet 2009). Von 1997 bis 2010 war Rudolph in den Firmen Geschäftsführer in Personalunion. Am 1. August 2010 (seinem 67. Geburtstag) ging er offiziell in den Ruhestand, war jedoch weiterhin Vorsitzender des Mühlenvereins und somit des Betreiberkonsortiums der Straupitzer Windmühle. Sein Nachfolger als Geschäftsführer wurde Gerd Nowak (Stand 2020).
Der backsteinerne Mühlenturm (Kornmühle) war in der Bausubstanz stark geschädigt, so dass er von 1995 bis 2002 wegen möglicher Einsturzgefahr zum Betreten behördlich gesperrt war.

### Neuaufbau 2001 bis 2003

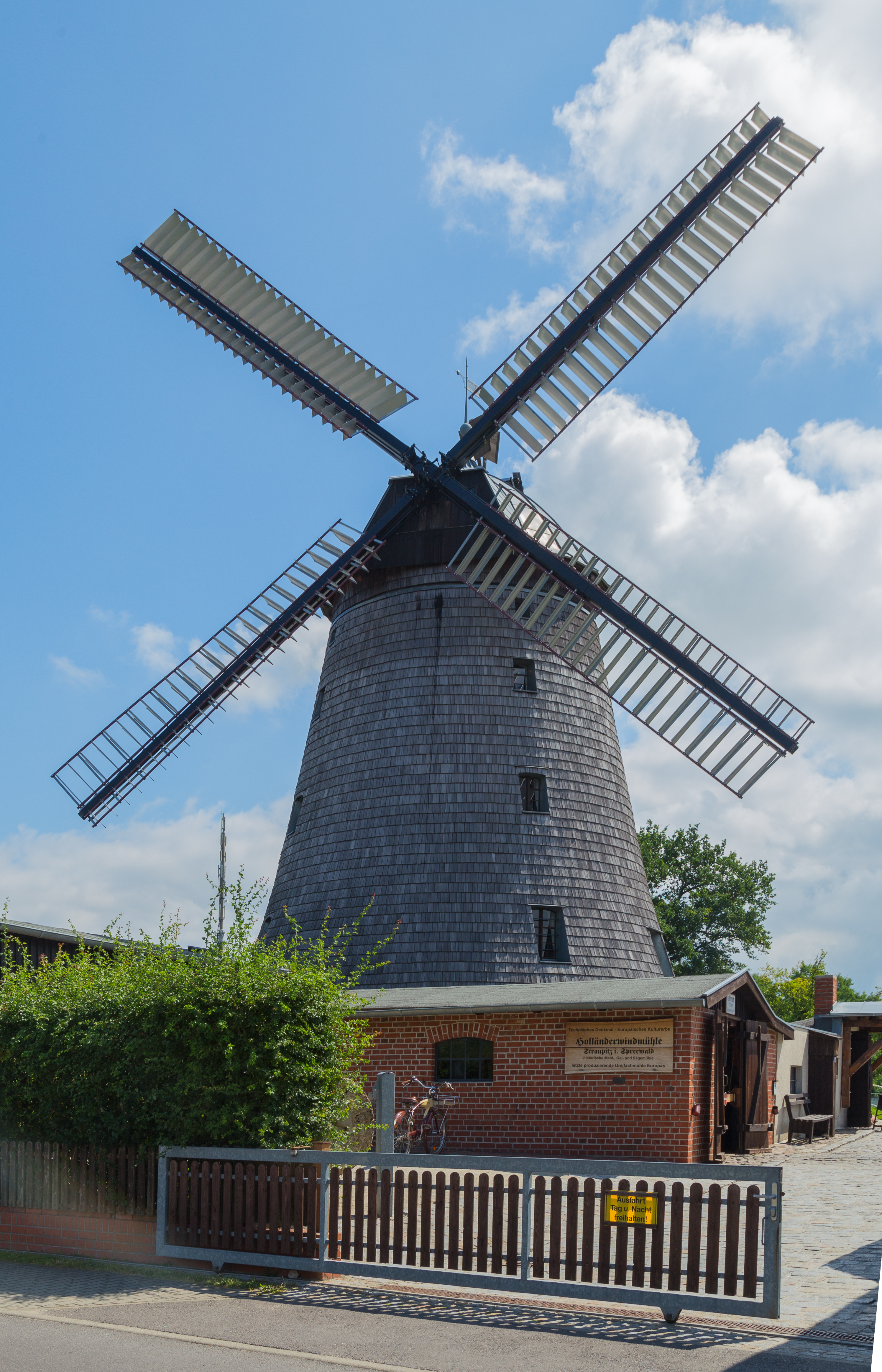
Ansicht von vorne (2018)

Zwischen 2001 und 2003 erfolgte eine umfangreiche Rekonstruktion und Sanierung der Mühle. Die hierfür aufgewendeten 1,2 Millionen Euro kamen zu 90 Prozent von der Europäischen Union und dem Land Brandenburg. Der erforderliche zehnprozentige Eigenanteil wurde durch private Sponsoren (Deutsche Stiftung Denkmalschutz), Ostdeutsche Sparkassenstiftung, die ehemalige Sparkasse Dahme-Spreewald (heute zur Mittelbrandenburgischen Sparkasse Potsdam gehörend) und den Straupitzer Mühlenverein aufgebracht. Die im 21. Jahrhundert weitestgehend dem Original entsprechende Zwiebelkappe samt neuer Flügel und Windrose wurde 2002 von der Firma Vaags Molenwerken in Aalten/Niederlande gebaut. 
Die in Betrieb befindliche Ölhühle und deren Schauproduktion kann ganzjährig gegen ein Eintrittsgeld besichtigt werden. Kornmühle und Sägemühle sind wegen Unwirtschaftlichkeit und kostenintensiver Reparaturanfälligkeit nur noch für den Eigenbedarf und zu gelegentlichen Demonstrationszwecken in Betrieb. Im Müllerhaus wird ein Imbiss mit 60 Plätzen betrieben, in dem es unter anderem das typische Gericht Kartoffeln mit Quark und Leinöl angeboten wird.

## Sägemühle

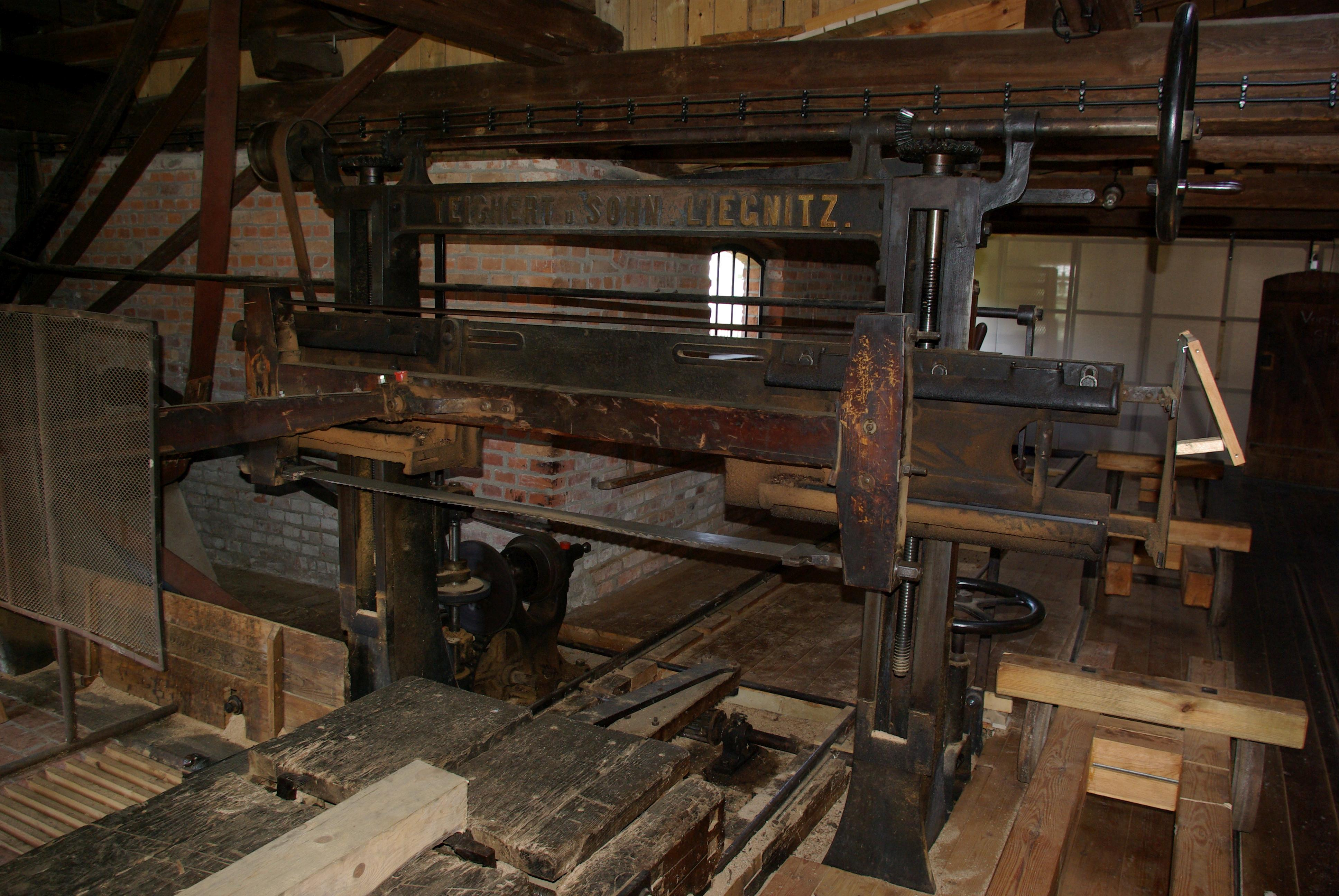
Sägewerk (2009)

Die Sägemühle von 1885 wurde beim Neuaufbau 2001 bis 2003 in ihren ursprünglichen Zustand zurückversetzt. Die Gattersäge trennt Baumstämme bis zu einem Durchmesser von einem Meter mit einem seltenen Horizontalgatter. Das Horizontalgatter besitzt nur ein Sägeblatt, deshalb kann man immer nur ein Brett oder eine Bohle sägen. Da im Sägewerk keine Hebetechnik vorhanden ist, müssen die Baumstämme mit reiner Muskelkraft bewegt werden. Auch die zugeschnittenen Bohlen müssen per Muskelkraft vom Transportwagen heruntergenommen werden.
Ein Vertikalgatter für Stammdurchmesser bis 45 Zentimeter ist ebenfalls in Aktion zu sehen. Das Vertikalgatter kann über Transmissionen mit Windkraft betrieben werden. Doch dazu wird mindestens Windstärke 6 benötigt, was in Straupitz sehr selten ist.

## Kornmühle

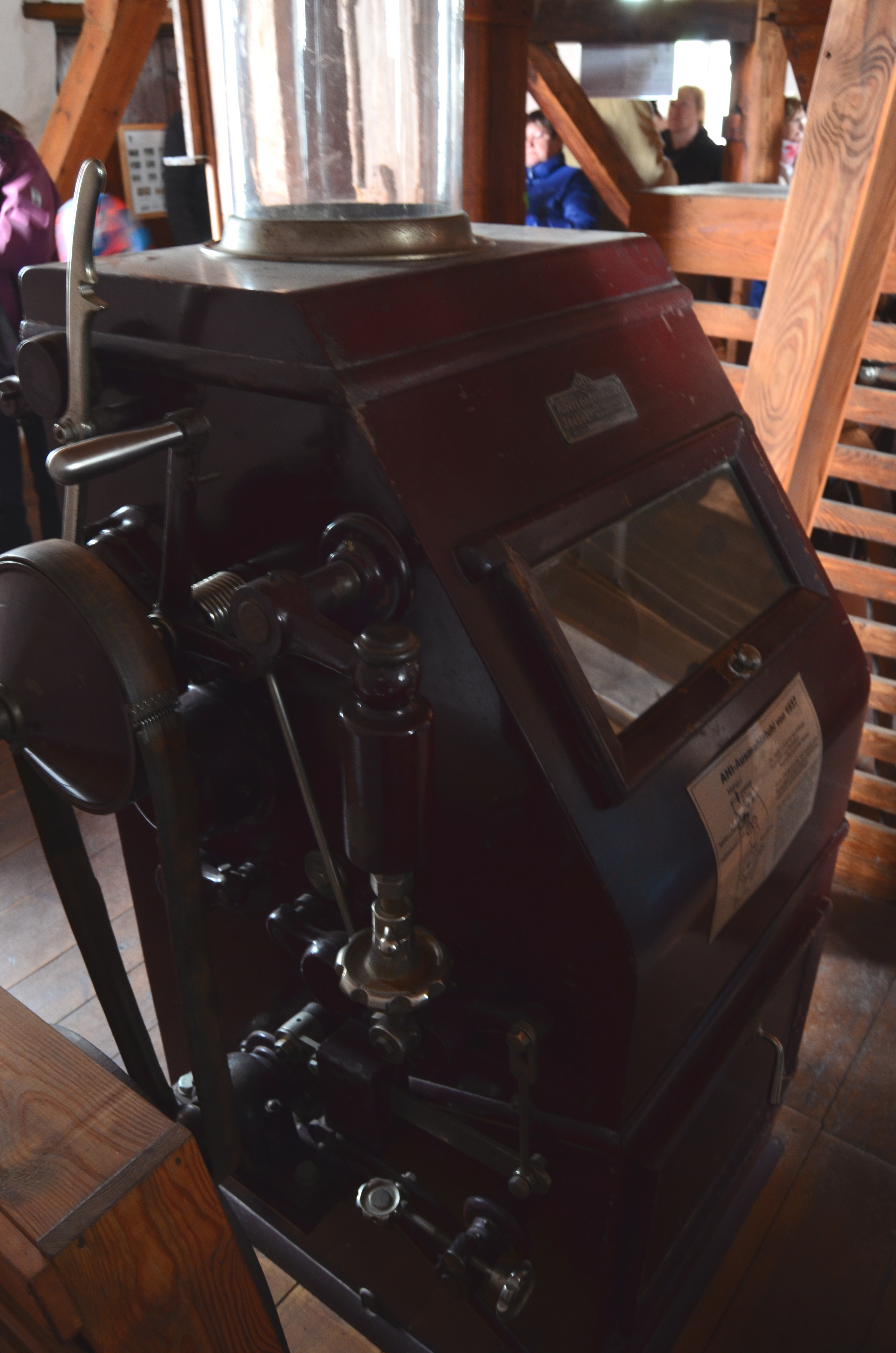
Ausmahlstuhl von 1937

Die Technik der Kornmühle entspricht einer typischen Handwerksmühle der 1930er Jahre. Sie konnte damals bis zu 1,5 Tonnen Getreide pro Tag verarbeiten. Das Kammrad hat einen Durchmesser von 3,20 Metern; die Turmhaube wiegt rund 25 Tonnen.

## Ölmühle

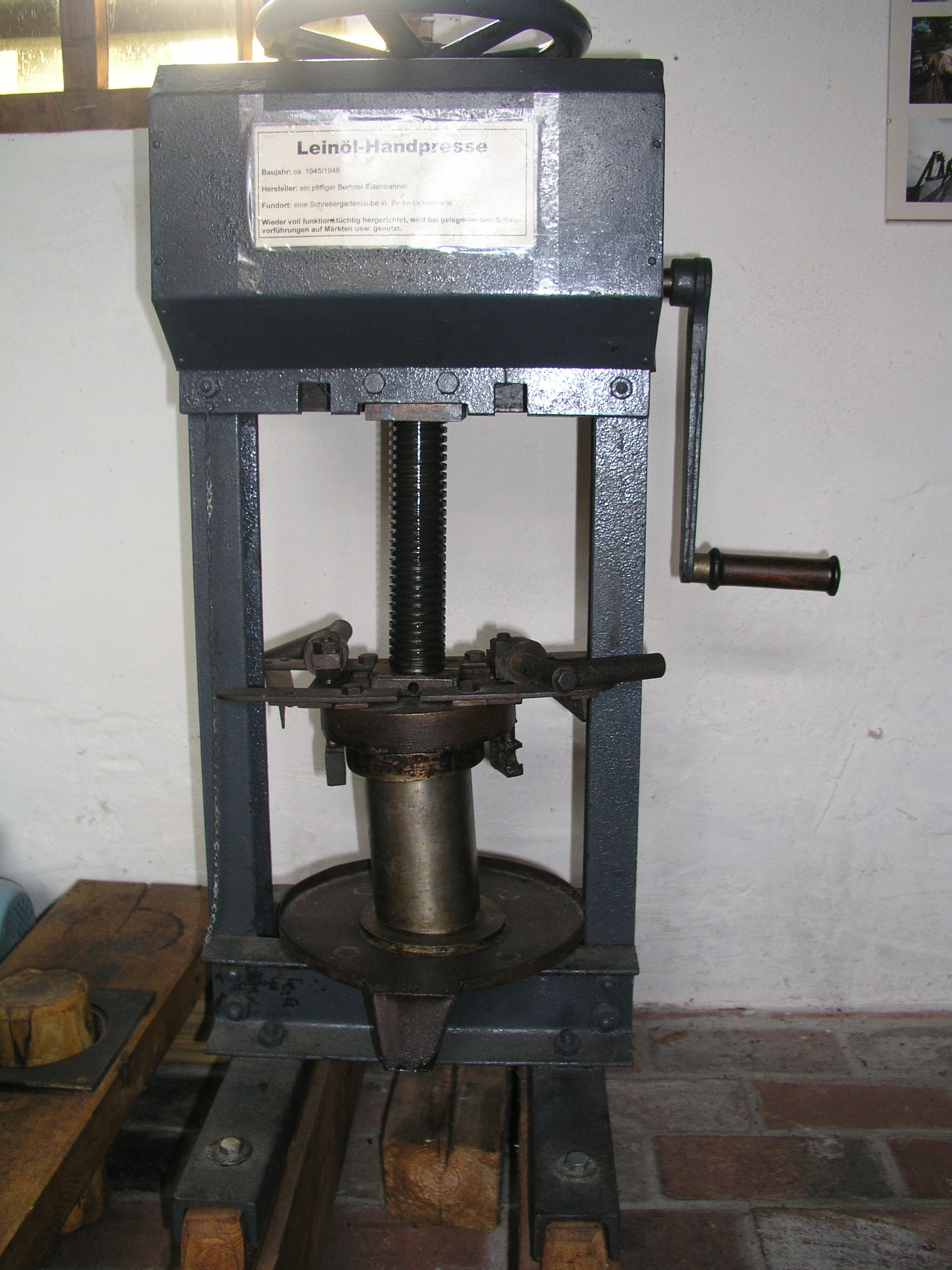
Leinölpresse

Als Hauptprodukt des Schaubetriebes zur Bewahrung und Demonstration von ausgestorbenem Handwerk wird das „Spreewald-Gold“ Leinöl gepresst. Der Mahlbetrieb wurde im Dezember 1995 wiederaufgenommen. Die neue Technik ist vollständig in Edelstahl ausgeführt. In einer Tagesschicht werden 3,5 bis 4 Tonnen Mahlgut bewegt.
Auf Grund der geringen Produktionsmenge wird das Öl ausschließlich in der Mühle „ab Hof“ selbst und online verkauft. 